# Мурзакевич, Николай Никифорович
Николай Никифорович Мурзакевич (1806—1883) — историк и археолог, директор Ришельевского лицея.

## Биография
Сын священника Н. А. Мурзакевича воспитывался в Смоленской духовной семинарии (1817—1825); затем учился в Московском университете (1825—1828) — на нравственно-политическом (юридическом) отделении. В 1830 году по приглашению университетского товарища Михаила Михайловича Кирьякова (1810—1839) переселился в Одессу. Здесь Мурзакевич сначала служил в таможенном управлении, а 31 января 1831 года был принят на должность учительского помощника в начальном училище при Ришельевском лицее с поручением преподавания всеобщей истории и географии в лицейских классах, соответствовавших гимназическим. Также в 1832—1834 годах исправлял должность надзирателя за воспитанниками лицея; с августа 1835 года преподавал русскую историю в VII классе лицейской гимназии. 
С 1838 года он, после защиты магистерской диссертации, был утверждён в должности адъюнкта русской истории и статистики, а 9 мая 1840 года был утверждён профессором русской истории лицея. В феврале 1853 года стал директором Ришельевского лицея — до 7 мая 1857 года. 
Преподавание в лицее Н. Н. Мурзакевич совмещал с разносторонней научной и общественной деятельностью: он был членом Общества сельского хозяйства Южной России, принимал участие в работе над «Новороссийским календарём» (на 1839, 1840 и 1841 годы) и «Одесским альманахом», сотрудничал в газете «Одесский вестник»; был директором Публичной библиотеки (1843—1853). В 1854 году, во время Крымской войны, Н. Н. Мурзакевич, по просьбе М. С. Воронцова, участвовал в спасении его уникальной библиотеки манускриптов.
Научно-педагогическая деятельность Мурзакевича имела важное значение для развития болгарского просвещения; среди его учеников — известные впоследствии болгарские деятели Н. Геров, Д. Чинтулов, И. Богоров: им была написана работа о Н. С. Палаузове.
Разъезжая по южной России, Мурзакевич занимался её историей, археологией и этнографией, производил раскопки, изучал местные архивы. К числу его счастливых находок в архивах относятся псковская судная грамота (изд. 1847 и 1869), подлинные письма царевича Алексея Петровича (изд. 1849), несколько вариантов «Русской Правды», более подробные сведения о кончине преподобного Феодосия Печерского.  Его стараниями были сохранены и ныне находятся в Одесском историко-краеведческом музее орденские знаки (звезды Андрея Первозванного, Георгия и Владимира) и аксельбант Г. А. Потемкина.
Н. Н. Мурзакевич был членом-основателем, секретарём (с 23.04.1839) и вице-президентом (с 1875) Одесского общества истории и древностей. В «Записках» Общества, выходивших под его редакцией, он поместил около 130 статей по нумизматике, истории и археологии. Много статей его напечатано также в «Журнале Министерства народного Просвещения», «Чтениях Московского Общества Истории и Древностей Российских», «Русском Историческом Сборнике», «Русской Старине», «Русском Архиве», «Известиях Императорской Академии Наук» и др.
С 1865 года Н. Н. Мурзакевич — действительный член Московского археологического общества.